# Wirtschaftsstrategischer Rohstoff
Unter wirtschaftsstrategischen Rohstoffen werden Metalle und Mineralien verstanden, deren längerfristige Verfügbarkeit für wichtig gehalten wird.

## Begriffsgeschichte
Der Begriff wirtschaftsstrategische Rohstoffe wurde erstmals durch das Bundesministerium für Bildung und Forschung (BMBF) im Rahmen des Forschungs- und Entwicklungsprogramms „Wirtschaftsstrategische Rohstoffe für den Hightech-Standort Deutschland“ – Bestandteil des BMBF-Rahmenprogramms „Forschung für nachhaltige Entwicklung“ (FONA) im Bereich Ressourceneffizienz – verwendet.

## Hintergrund
Für die Industrie in Deutschland ist die Verfügbarkeit bestimmter Rohstoffe – in erster Linie nichtenergetische mineralische Ressourcen – von besonderer Bedeutung. So wird etwa für den Bau von Windkraftanlagen häufig das Metall Neodym benötigt, für Solaranlagen Indium und in der Elektromobilität beispielsweise Lithium, Kobalt und Seltene Erden, wobei die Seltenen Erden teilweise oder ganz substituiert werden können, abhängig davon, welche technischen Antriebskonzeptdetails bevorzugt werden. Bei diesen sogenannten Hochtechnologie-Rohstoffen ist Deutschland zumeist auf Importe angewiesen. Die Preise für derartige Rohstoffe steigen.

## Maßnahmen
Zahlreiche Studien beschäftigen sich in den vergangenen Jahren mit der Frage, welchen Rohstoffbedarf die Zukunftstechnologien nach sich ziehen und welche Risiken der Versorgung entstehen können. Analysiert wurden dabei einzelne mineralische Elemente oder Stoffgruppen wie Platingruppenmetalle, Seltene Erden und andere Hochtechnologie-Metalle.
Das Programm „Wirtschaftsstrategische Rohstoffe für den Hightech-Standort Deutschland“ verfolgt das Ziel, die Forschung, Entwicklung und Ausbildung entlang der Wertschöpfungskette nichtenergetischer mineralischer Rohstoffe in den nächsten fünf bis zehn Jahren auszubauen. Das Programm richtet sich an Universitäten, außeruniversitäre Forschungseinrichtungen und Unternehmen der gewerblichen Wirtschaft. Es will die angewandte Forschung und deren Verknüpfung mit der Grundlagenforschung stärken. Die Umsetzung des Programms erfolgt über konkrete Fördermaßnahmen (r2, r3, r4) und wird darüber hinaus durch flankierende Maßnahmen wie wissenschaftliche Netzwerke oder Maßnahmen zur Steigerung der Akzeptanz für die heimische Rohstoffgewinnung unterstützt. Zusätzlich soll die internationale Zusammenarbeit, besonders auf europäischer Ebene, erheblich verstärkt werden.